# Love You Live
Love You Live – trzeci album w USA a drugi album koncertowy w Wielkiej Brytanii grupy Rolling Stones.

## Lista utworów

### Dysk pierwszy
Wszystkie utwory nagrane w Paryżu, 5, 6 i 7 czerwca 1976, z wyjątkiem zaznaczonych
1. „Intro: Excerpt From 'Fanfare for the Common Man'” (Aaron Copland) – 1:24
2. „Honky Tonk Women” – 3:19
3. „If You Can't Rock Me"/"Get off of My Cloud” – 5:00
4. „Happy” – 2:55
5. „Hot Stuff” – 4:35
6. „Star Star” – 4:10
7. „Tumbling Dice” – 4:00
8. „Fingerprint File” – 5:17 [Nagrany w Toronto, Kanada, 17 czerwca 1975]
9. „You Gotta Move” (Fred McDowell/Rev. Gary Davis) – 4:19
10. „You Can't Always Get What You Want” – 7:42

### Dysk drugi
1. „Mannish Boy” (Ellas McDaniel/McKinley Morganfield/Mel London) – 6:28
2. „Crackin' Up” (Ellas McDaniel) – 5:40
3. „Little Red Rooster” (Willie Dixon) – 4:39
4. „Around and Around” (Chuck Berry) – 4:09
  - Powyższe utwory zostały nagrane w klubie El Mocambo w Toronto, Kanada z 4 na 5 marca 1977
5. „It's Only Rock'n Roll (But I Like It)” – 4:31 [Nagrany w Toronto, Kanada, 17 czerwca 1975]
6. „Brown Sugar” – 3:11
7. „Jumpin’ Jack Flash” – 4:03
8. „Sympathy for the Devil” – 7:51 [Nagrany w Los Angeles, Kalifornia, U.S.A., 9 lipca 1975]

## Listy przebojów
Album
| Rok       | Lista                                     | Pozycja |
| --------- | ----------------------------------------- | ------- |
| 1977      | UK Top 60 Albums                          | 3       |
| 1977 1978 | Billboard Pop Albums Billboard Pop Albums | 5 106   |